# Daniela Soto-Innes
Daniela Soto-Innes (Ciutat de Mèxic, 26 d'agost de 1990) és una cuinera i exnedadora estatunidenca d'origen mexicà. És sòcia i responsable dels restaurants Atlas i Cosme de Nova York, guardonada l'any 2019 com a millor dona cuinera del món pels premis The World's 50 Best Restaurants —tot esdevenint la més jove en obtenir aquesta distinció.

## Biografia
Daniela Soto-Innes va néixer el 1990 a Ciutat de Mèxic (Mèxic), filla d'una advocada i professora i d'un pare advocat; neta d'una flequera. Contagiada de la passió per la gastronomia del seu entorn familiar (especialment de les seves ties), als 12 anys es va mudar a Houston, als Estats Units d'Amèrica. Un cop allà, es va centrar en l'educació professional per a esdevenir cuinera, estudis que va compaginar amb la natació a nivell d'alta competició. S'inicià al Marriott Hotel amb 13 anys per adquirir experiència laboral i posteriorment es graduà al Col·legi d'Arts Culinàries Le Cordon Bleu d'Austin (Texas, EUA).
Després de passar per diversos restaurants, l'any 2014 va tornar de nou a Ciutat de Mèxic per treballar a El Pujol, restaurant capdavanter en la cuina d'avantguarda mexicana i liderat per Enrique Olvera. Posteriorment, i també en col·laboració amb Olvera, va obrir dos restaurants a Nova York: Cosme (2014, d'on n'és la xef) i Atla (d'estil més informal, obert el 2016).

### Reconeixements
El maig de 2016 i amb només 25 anys, Soto-Innes va rebre el premi a estrella emergent per part de la James Beard Foundation —guardó considerat l'equivalent als premis Oscar de l'àmbit culinari. Prèviament, el seu restaurant Cosme (del qual és la xef), havia rebut el premi a millor restaurant de l'any per part dels Eater Awards de Nova York. També fou reconeguda pel millor taco de la ciutat novaiorquesa per part de Grubstreet, el magazín culinari de la revista New York.
Després que el seu restaurant Cosme ocupés la 40a posició en la llista dels millors restaurants del món l'any 2017 segons The World's 50 Best Restaurants, i d'ocupar-ne la 25a posició el 2018, finalment la mateixa llista la va distingir com a millor dona cuinera de 2019, fet que la va convertir en la més jove en haver rebut aquest premi.